# Alfred Seidler

Alfred Seidler

Alfred Seidler (* 6. April 1901 in Coburg; † 12. April 1976 in Schacht-Audorf) war ein deutscher Politiker (NSDAP) und SA-Führer.
Seidler besuchte die Volks- und Mittelschule in Coburg und absolvierte von 1915 bis 1918 eine kaufmännische Lehre mit gleichzeitigem Besuch der Handelsschule. Bis 1933 arbeitete er als Buchhalter, Kalkulator und Einkäufer in verschiedenen Handelshäusern.
1920 trat Seidler in den Deutschvölkischen Schutz- und Trutzbund ein. 1922 wechselte er zur NSDAP und SA. Er nahm am Deutschen Tag 1922 in Coburg teil, dem ersten öffentlichen Massenauftritt der SA außerhalb Münchens, verbunden mit gewalttätigen Auseinandersetzungen. 1932 erhielt er dafür die NSDAP-Auszeichnung Koburger Ehrenzeichen. Nach dem vorübergehenden Verbot der NSDAP als Folge des Hitlerputsches trat Seidler der Partei 1925 erneut bei (Mitgliedsnummer 1.572). Seidler hatte diverse Parteiämter in Stadt und Kreis Coburg inne und war Gauhilfskassenobmann im NSDAP-Gau Bayerische Ostmark.
Nach der Machtergreifung der Nationalsozialisten wurde Seidler bei der Stadt Coburg beschäftigt. Nachdem der ehemalige Coburger Oberbürgermeister Franz Schwede im Juli 1934 von Adolf Hitler zum Gauleiter im Gau Pommern ernannt worden war, nahm Schwede Seidler als Vertrauten mit nach Pommern. Seidler war von 1934 bis 1941 Gauschatzmeister. Von Februar 1936 bis Januar 1941 war er Ratsherr in Stettin. Er leistete ab 1940 Kriegsdienst und war ab Juli 1941 im Preußischen Provinzialrat Pommerns. Ab 1943 war er Gauhauptamtsleiter. In der SA wurde Seidler zuletzt im April 1943 zum Oberführer befördert.
Während des Zweiten Weltkrieges rückte er am 28. Januar 1943 für den verstorbenen Abgeordneten Walther von Corswant in den nationalsozialistischen Reichstag nach. Da das Parlament der 4. Wahlperiode zu diesem Zeitpunkt bereits völlig funktionslos geworden war, hatte das Mandat jedoch eine rein symbolisch-prestigeträchtige Funktion und war mit keiner politischen Entscheidungsmacht verbunden.